# Diplocystis wrightii
Diplocystis wrightii är en svampart som beskrevs av Berk. & M.A. Curtis 1868. Diplocystis wrightii ingår i släktet Diplocystis och familjen Diplocystidiaceae.   Inga underarter finns listade i Catalogue of Life.